# Balanceerklep
Een balanceerklep of balanceerventiel in de hydrauliek is een remklep, die ervoor zorgt dat een "last" (bijvoorbeeld met negatieve belasting) niet sneller beweegt dan de snelheid die deze zou krijgen uitgaande van de oliestroom van de pomp.
De klep is ingebouwd in de hogedrukzijde van een hydromotor of een hydraulische cilinder. Om de last te hijsen, werkt de balanceerklep als terugslagklep en gaat de olie zonder weerstand door de klep. Als de olie uit de motor of uit de cilinder komt, wordt de oliestroom in eerste instantie iets belemmerd. Hierdoor loopt de druk aan de andere zijde van de motor of de cilinder op. Deze druk drukt de balanceerklep nu weer open tegen een veerkracht. Op deze wijze "regelt" deze klep dus via een indirecte methode de druk aan de niet-belaste zijde van de motor of de cilinder en remt de last af.
Bij motoren en cilinders die in beide richtingen een belasting (kunnen) ondervinden en zouden kunnen voorlopen op de oliestroom, worden balanceerkleppen aan beide zijden toegepast. Veelal staat parallel aan de balanceerklep een veiligheidsklep om te voorkomen dat de druk tussen motor en balanceerklep te hoog wordt.